# 伏水修
伏水 修（ふしみず おさむ、1910年12月5日 - 1942年7月9日）は、日本の映画監督。本名、伏水次男。
関西学院大学卒業。1932年1月に日活現代劇監督部入社、1934年3月にP. C. L.（東宝の前身）演出課に移る。1942年、病気のため死去。

## 監督作品

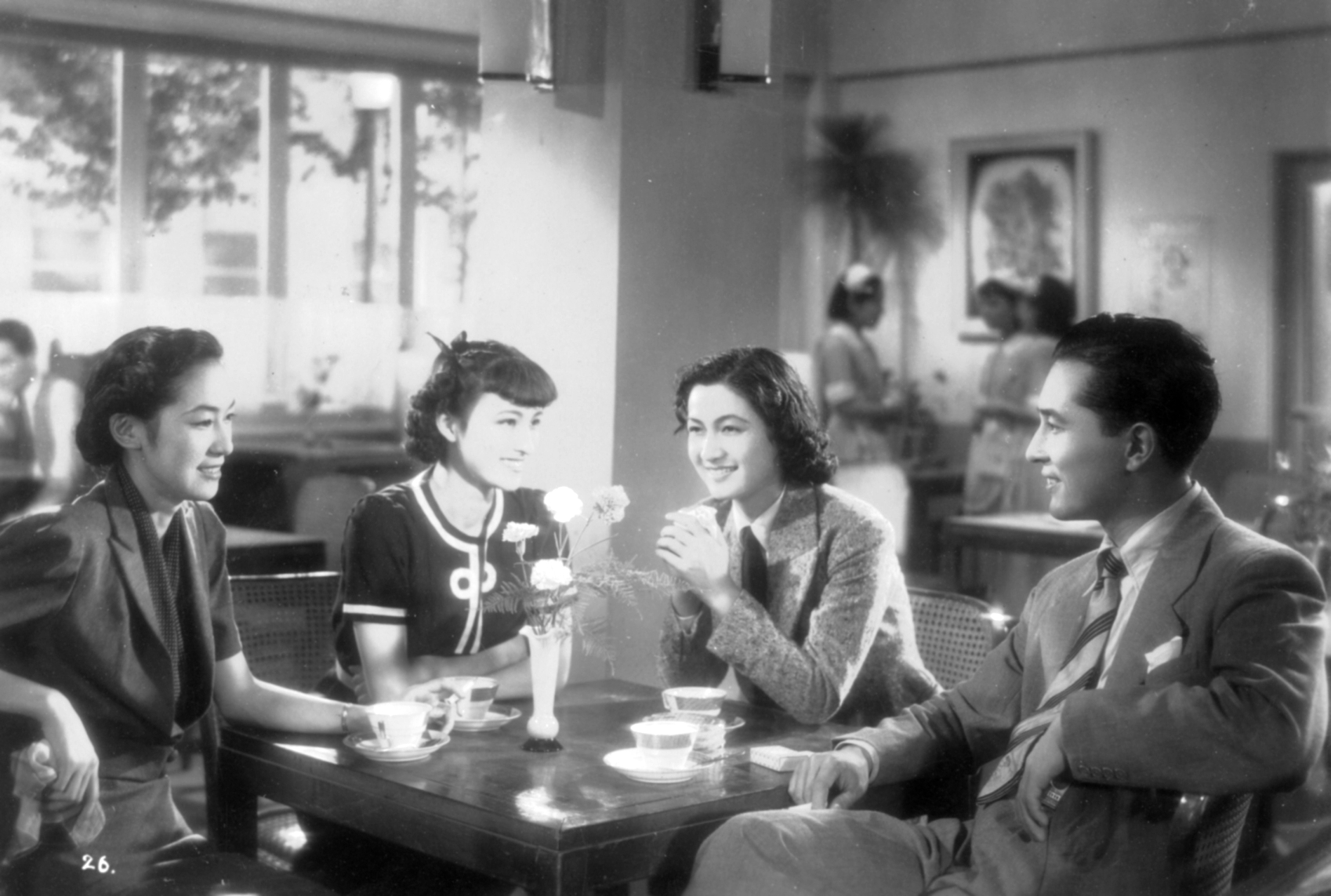
1939年『東京の女性』 左から水上怜子、江波和子、原節子、立松晃

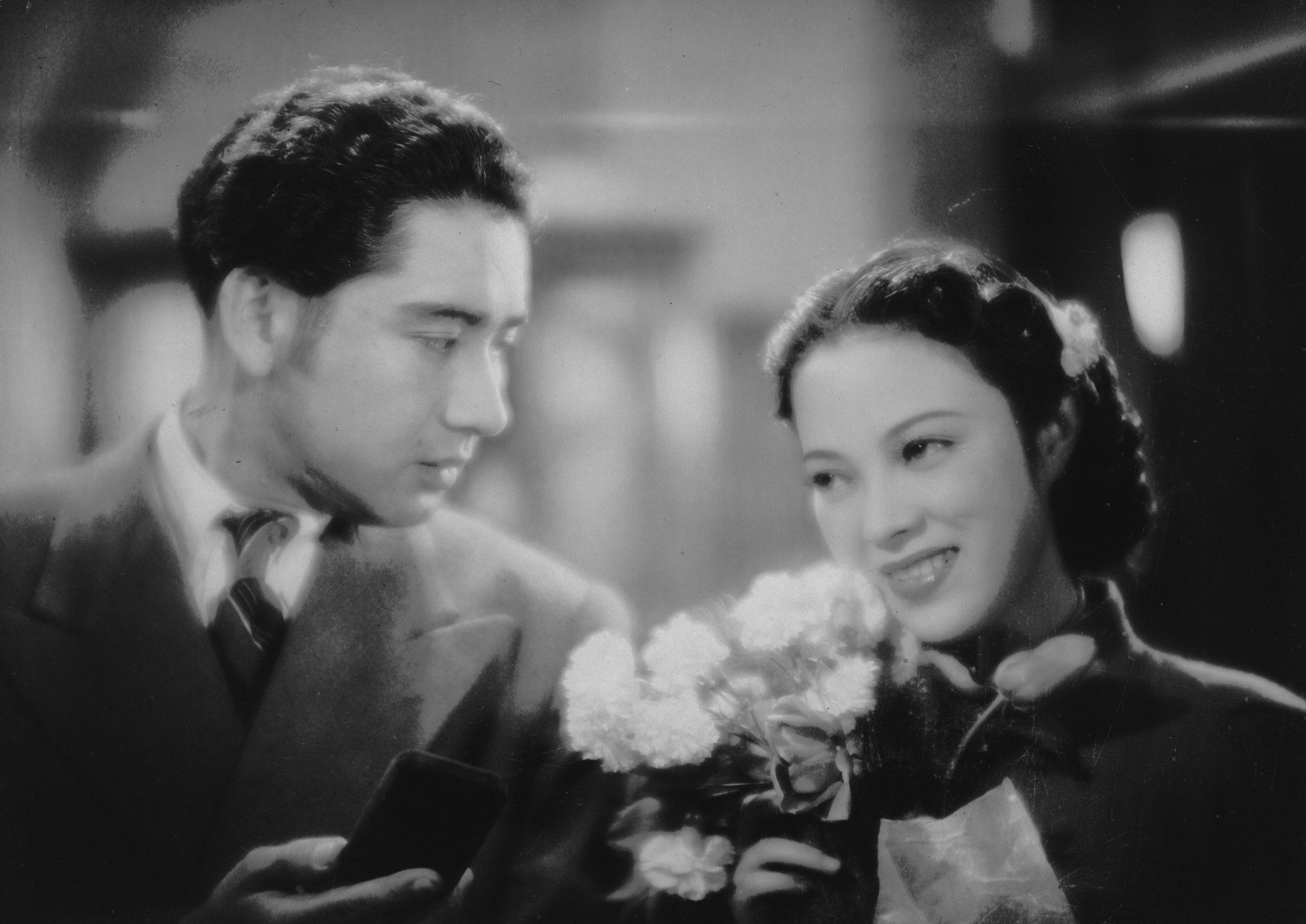
1940年『支那の夜』 長谷川一夫（左）、李香蘭（右）

| 公開日         | タイトル                  | 担当 | 製作                   |
| -------------- | ------------------------- | ---- | ---------------------- |
| 1936年1月15日  | 『あきれた連中』          | 監督 | P. C. L.               |
| 1936年3月26日  | 『歌ふ弥次喜多』          | 監督 | P. C. L.               |
| 1936年8月11日  | 『唄の世の中』            | 監督 | P. C. L.               |
| 1936年12月1日  | 『東京ラプソディ』        | 監督 | P. C. L.               |
| 1937年2月1日   | 『風流演歌隊』            | 監督 | P. C. L.               |
| 1937年7月11日  | 『白薔薇は咲けど』        | 監督 | P. C. L.               |
| 1937年12月21日 | 『たそがれの湖』          | 監督 | 東宝映画東京           |
| 1938年4月21日  | 『世紀の合唱 愛国行進曲』 | 監督 | 東宝映画東京           |
| 1938年12月7日  | 『軍港の乙女達』          | 監督 | 東宝映画東京           |
| 1939年4月1日   | 『船出は楽し』            | 監督 | 東宝映画京都           |
| 1939年10月31日 | 『東京の女性』            | 監督 | 東宝映画東京           |
| 1939年12月21日 | 『君を呼ぶ歌』            | 監督 | 東宝映画東京           |
| 1940年6月5日   | 『支那の夜 前篇』         | 監督 | 東宝映画東京、中華電影 |
| 1940年6月15日  | 『支那の夜 後篇』         | 監督 | 東宝映画東京、中華電影 |
| 1942年2月4日   | 『青春の気流』            | 演出 | 東宝映画               |